# Pumpenkammer

Beispiel einer Pumpenkammer

Als Pumpenkammer bezeichnet man im Bergbau einen Grubenbau, in dem die Maschinen für die Wasserhaltung installiert sind. Die Pumpenkammer befindet sich unter Tage in der unmittelbaren Nähe zum Sumpf.

## Lage und Aufbau und Größe
Die Pumpenkammer wird nach Möglichkeit auf der untersten Tiefbausohle erstellt. Der Flur der Pumpenkammer befindet sich in der Regel auf dem Niveau der Tiefbausohle. Der Teufenunterschied zwischen Pumpenkammer und Sumpfstrecke liegt zwischen drei und maximal fünf Metern. Durch diese Anordnung bleibt noch ein Sicherheitsabstand für die Motoren von bis zu einem Meter. Dadurch bleibt der Betrieb der Wasserhaltungsmaschinen gewährleistet, auch wenn die Sumpfstecke komplett gefüllt ist und die Tiefbausohle teilweise zwischen 0,5 und 1 Meter absäuft. Da die geodätische Saughöhe der Pumpen begrenzt ist, darf der Teufenunterschied zwischen der Sohle der Pumpenkammer und der Sumpfstrecke fünf Meter nicht überschreiten. Außerdem laufen insbesondere Pumpen mit hohen Tourenzahlen ruhiger, wenn die Saughöhe gering ist. Die Größe der Pumpenkammer richtet sich nach der Anzahl und Baugröße der benötigten Wasserhaltungsmaschinen inklusive Reservemaschinen.

### Ausnahmen
Es gibt auch Situationen, bei denen die Pumpenkammer unterhalb der Sumpfstrecke angelegt wird. Dies ist dort der Fall, wo das Grubenwasser sehr schlammig ist, wie z. B. in Ton- oder Kaolinbergwerken. Da der Schlamm sich bei größeren Schlammzuflüssen schlecht abscheiden lässt, muss dafür Sorge getragen werden, dass er von der Pumpe mit abgepumpt wird. Hierfür wird die Sumpfstrecke mit einem Gefälle von 22 Prozent zur Pumpenkammer angelegt. Die Pumpenkammer wird durch eine Sperrmauer von der Sumpfstrecke getrennt. In die Sperrmauer sind zwei mit Schiebern versehene Rohre eingebaut, durch welche das Wasser zur Pumpe fließt. Der Zugang zur Pumpenkammer erfolgt über eine schräge Strecke, der Eingang zur Pumpenkammer befindet sich oberhalb der Kammer. Andererseits gibt es auch die Situation, dass die Pumpenkammer deutlich mehr als fünf Meter über der Sumpfstrecke angelegt wird. Hier muss oberhalb der Pumpenkammer ein Wasserreservoir erstellt werden, das mittels Zubringerpumpen befüllt wird und von dem aus das Wasser zur Hauptpumpe fließt.

## Schutz der Pumpenkammer
Um die Pumpenkammer vor Überflutung zu schützen, wird der Zugang zur Pumpenkammer mit einem Dammtor versehen. Das Dammtor besteht in der Regel aus Stahlblech, es kann aber auch aus Holz gefertigt werden. Kommt es nun zu einem Anstieg des Wassers auf der unteren Tiefbausohle, dann wird das Dammtor geschlossen und das Wasser kann nicht in die Pumpenkammer eindringen. Zwischen der Sumpfstrecke und der Pumpenkammer muss ein wasserdichter Damm errichtet werden. Das abzupumpende Grubenwasser wird über ein im Damm eingemauertes Rohr der Pumpe zugeleitet. Damit die Pumpenkammer auch befahrbar bleibt, muss sie einen weiteren Zugang haben. Dieser wird im Bereich der Firste der Pumpenkammer erstellt. Er wird so angelegt, dass er etwa zehn bis fünfzehn Meter oberhalb der Tiefbausohle in den Schacht mündet.